# Bennett-féle komplex mutató
A speciális komplex mutatók egyik fajtája a Bennett-féle komplex mutató, amely az olyan, egyetlen jelzőszámmal nehezen megragadható összetett fogalmak mérhetővé tételét hivatott elősegíteni, mint például egy település, térség elérhetősége, fejlettsége, versenyképessége, urbanizáltsága stb. 
Ezen komplex jellemzők számszerűsítése meglehetősen nehézkes, általában csak a hozzákapcsolódó indikátorok együttes figyelembe vétele adhat reprezentatív képet annak tényleges állapotáról. A regionális tudomány módszertana a legkülönbözőbb összetett jelenségek vizsgálatára már jól kidolgozott eszközkészlettel rendelkezik. Ennek egyik fontos, ám az újabb és pontosabb eredményekre vezető módszerek mellett idővel egyre inkább háttérbe került eleme a Bennett-féle komplex mutató. Egyszerűsége, könnyen számíthatósága tette mégis a területi elemzések közkedvelt matematikai-statisztikai eljárásává.

## Számítási metódus
A Bennett-féle komplex mutató számításának alapja az adatsor kitüntetett értékéhez (általában maximum) történő viszonyítás. A viszonyítás után kapott százalékos értékek biztosítják a több, különböző mértékegységből álló alapadataink összevonhatóságát.
Számítási lépések:
1. a területi adattáblából minden egyes jelzőszám esetében meg kell keresni az adatsor maximum értékét
2. az eredeti adatokat a maximum százalékában kell kifejezni
3. a jelzőszámokból kialakított százalékos értékeket megfigyelési egységenként átlagolják

Ha vizsgált területegységeinkre adott n darab, minden adatsor esetében annak maximuma százalékában kifejezett jelzőszám, ezek súlyozatlan számtani átlaga egy olyan komplex mutatót eredményez, amelynek értékei elméletileg 0 és 100 közé esnek.
Keresztmetszeti vizsgálatok esetében a kapott eredményekből meghatározhatók, illetve a többi térséggel összehasonlíthatók egy-egy megfigyelési egység jellemzői a vizsgált jelenség szempontjából. Időbeli összehasonlítás során az adott terület eltérő időpontokból származó jellemzőinek összevetésével következtetünk a vizsgált jelenség időbeli változására.

## Kritikák
A Bennett-féle komplex mutatót érintő legkomolyabb kritika a súlyozatlan átlag számításához kötődik. A súlyozás hiányával ugyanis a módszer képtelen annak kifejezésére, hogy a számítás során alkalmazott egyes mutatószámok egymáshoz képest milyen mértékben járulnak hozzá egy-egy jelenség alakításához. Manapság pontosan ezen hátrányoknak köszönhető, hogy a Bennett-féle komplex mutató viszonylag háttérbe szorult az olyan matematikai-statisztikai módszerek megjelenésével, amelyek képesek a komplex jelenségek egyes összetevőinek súlyát felmérni (pl. faktoranalízis). 